# Državnik novog kova
Državnik novog kova (eng. The New Statesman) je nagrađivana britanska humoristična serija iz kasnih osamdesetih i ranih devedesetih godina koja je satirizirala britansku konzervativnu vladu toga doba kao i razne druge političke teme.  
Glavnu ulogu, torijevskog političara Alana B'Starda, igrao je komičar Rik Mayall.  B'Stard je prikazan kao pohlepni, pokvareni i arogantni krajnji desničar i sadist.  Radnja se većinom odvijala u uredu u britanskom parlamentu i uključivala je Piersa Fletcher-Dervisha, njegovog prostodušnog pomoćnika u političkim spletkama.  Često se pojavljivala i Alanova žena Sarah s kojom ima odnos obostrane nesnošljivosti.
Serija ima četiri sezone s ukupno 26 epizoda, te tri specijalne epizode; 2006. je napravljena i predstava koja ismijava modernu britansku politiku.  Glavna glazbena tema serije je obrada ulomka djela Slike s izložbe, Modesta Musorgskog, od strane Alana Hawkshawa. 

## Uloge
- Rik Mayall kao Alan B'Stard
- Michael Troughton kao Piers Fletcher-Dervish
- Marsha Fitzalan kao Sarah B'Stard
- Rowena Cooper kao Norman/Norma Bormann (sezona 1)
- Charles Gray kao Roland Gidleigh-Park (sezona 1)
- Vivien Heilbron kao Beatrice Protheroe (sezona 1)
- Stephen Nallon kao Mrs Thatcher (sezone 1-2)
- John Nettleton kao Sir Stephen Baxter (sezone 1-2)
- Nick Stringer kao Bob Crippen (sezone 1-2)
- Berwick Kaler kao Geoff Diquead (sezona 2)
- Terence Alexander kao Sir Greville McDonald (sezone 3-4)

## Popis epizoda
| Sezona 1 (1987.)                        | |
| Happiness Is A Warm Gun                 | Alan je izabran u parlament. |
| Passport to Freedom                     | Supruga, Sarah planira razvod, a Alan putuje u Njemačku. |
| Sex is Wrong                            | Upliće se u kampanju protiv pornografije. |
| Waste Not, Want Not                     | Pokušava se riješiti nuklearnog otpada. |
| Friends of St. James                    | Alanov školski kolega ga upliće u svoju spletku. |
| Three Line Whipping                     | Alan u bordelu, kasnije napada taksista. |
| Baa Baa Black Sheep                     | Sklapa dogovor s američkim lancem brze hrane kako bi zadržao status zastupnika. |
| Sezona 2 (1989.)                        | |
| Fatal Extraction                        | Alan pokušava oduzeti radnicima pravo glasa kako bi se dokopa naftom bogatog područja.                                                                                                  |
| Live From Westminster                   | Pokušava popraviti svoju sliku u javnosti. |
| The Wapping Conspiracy                  | Postaje pokrovitelj djevojačkoj sportskoj udruzi. |
| The Haltemprice Bunker                  | Alan se uključuje u lov na nacističkog ratnog zločinca. |
| California Here I Come                  | Putuje u Hollywood i završava u zatvoru zbog droge. |
| May The Best Man Win                    | Piersova zaručnica planira udaljiti ga od Alanovog štetnog utjecaja. |
| Piers Of The Realm                      | Piers napreduje u političkoj hijerarhiji. |
| Specijalne epizode (1989. i 1990.)      | |
| Comic Relief                            | Kratka 15-minutna epizoda. |
| Who Shot Alan B'Stard?                  | 70-minutna epizoda. Alan organizira lažni atentat na sebe kako bi ponovno uveo smrtnu kaznu, no plan se izjalovi i sam biva osuđen na smrt.                                             |
| Sezona 3 (1991.)                        | |
| Labour Of Love                          | Alan se sukobljava s još popularnijim i radikalnijim desničarom. |
| The Party's Over                        | Alan je zadužen za stranačku izbornu kampanju. |
| Let Them Sniff Cake                     | Zagovornici prava životinja prijete Alanu koji se uz to upliće u trgovinu drogom. |
| Keeping Mum                             | Trudi uvesti zakon o smanjenju socijalne pomoći umirovljenicima i suočava s majkom. |
| Natural Selection                       | Pokušava uništiti lokalnog biznismena koji mu je postao politički suparnik. |
| Profit Of Boom                          | Na putu u SSSR, Alan je uhićen zbog urote protiv Gorbačova i poslan u gulag. |
| Sezona 4 (1992.)                        | |
| Back From The Mort                      | Alan je oslobođen iz gulaga i izabran u Europski parlament. |
| H*A*S*H                                 | Pokušava zaraditi legalizacijom kanabisa. |
| Speaking In Tongues                     | Pokušava zaraditi koristeći prevoditelje Europske Zajednice. |
| Heil And Farewell                       | Pokušava preuzeti vodstvo nad grupom neonacista. |
| A Bigger Splash                         | Nastoji zaraditi koristeći humanitarnu pomoć za Bosnu. |
| The Irresistible Rise of Alan B'Stard   | Pokušava se dokopati važne pozicije u vladi. |
| Specijalna epizoda (1994.)              | |
| A B'Stard Exposed                       | Intervju s Alanom o povratku u parlament i planovima za budućnost. |
| Predstava                               | |
| Episode 2006: The Blair B'Stard Project | Alan je postao laburist i čelnik fiktivne 9 Downing Street te uz pomoć svojeg novog suradnika Franka, posljednjeg socijalista u stranci, nastoji priskrbiti položaj državnog poglavara. |

## Vanjske poveznice
- The New Statesman u internetskoj bazi filmova IMDb-a
- The New Statesmen Series Guide
- British Film Institute Screen Online